# Гільві Тоур Сігюрдссон
Заголовок цієї статті — це ісландське ім'я, де Гільві Тоур — особове ім'я, а Сігюрдссон — ім'я по батькові. 
Гі́льві Тоур Сі́гюрдссон (ісл. Gylfi Þór Sigurðsson; нар. 8 вересня 1989, Рейк'явік, Ісландія) — ісландський професійний футболіст, який грає на позиції атакуючого півзахисника за данський клуб «Лонгбю».

## Кар'єра

### «Редінг»
Сігюрдссон — вихованець ісландського футболу. Перший контракт підписав з англійським «Редінгом». Але він не зміг закріпитися в основі, через що два роки поспіль провів в оренді в «Шрусбері Таун» і «Кру Олександра». Після повернення до «Редінга» Гільві Сігюрдссон зміг забити 19 голів у 43 матчах Чемпіоншипу.

### «Гоффенгайм 1899» і оренда в «Свонсі»
З 2010 по 2012 роки перебував у німецькому клубі «Гоффенгайм 1899». У січні 2012 року на правах оренди виступав за валлійський «Свонсі Сіті», який виступав у англійській Прем'єр-лізі. Дебютував 22-річний півзахисник у матчі Кубка Англії проти «Барнслі» 7 січня 2012 року. Матч закінчився перемогою «Свонсі» з рахунком 4:2.
У Прем'єр-лізі Гільві почав свою кар'єру дуже добре — в 13 матчах (лише в одному з них Сігурдссон не вийшов в основі) півзахисник забив 7 голів У березні 2012 року Гільві зробив своєрідний рекорд — першим з гравців «Свонсі» був визнаний гравцем місяця англійської Прем'єр-ліги.

### «Тоттенгем Гостпур» і повернення в «Свонсі»
4 липня 2012 року приєднався до англійського «Тоттенгем Готспур» Сума трансферу склала сім з половиною мільйонів фунтів. За два сезони у Прем'єр-лізі зіграв 58 матчів і забив 8 м'ячів. У єврокубках у 20 матчах Гільві забив три м'ячі.
24 липня 2014 року «Свонсі Сіті» оголосив про повернення Сігюрдссона. Сума трансферу склала 10 мільйонів євро. Контракт ісландця з «лебедями» розрахований на чотири роки. У першому сезоні 2014/15 Гільві забив 7 м'ячів в 32 матчах. В сезоні 2015/16 провів 33 матчі в Прем'єр-лізі і забив 11 м'ячів.

### «Евертон»
16 серпня 2017 року перейшов в «Евертон» за 45 мільйонів фунтів, підписавши контракт до 2022 року. 21 серпня дебютував в «Евертоні», вийшовши на заміну у гостьовій грі проти «Манчестер Сіті» (1:1). 24 серпня вперше вийшов на поле в стартовому складі «ірисок» у матчі Ліги Європи проти хорватського «Хайдука». На 46 хвилині матчу Гільві Сігюрдссон відкрив рахунок своїм голам за «Евертон», вразивши ворота хорватської команди ударом з центру поля.

## Виступи за збірні
2005 року дебютував у складі юнацької збірної Ісландії, взяв участь у 21 іграх на юнацькому рівні, відзначившись 12 забитими голами.
Протягом 2007—2011 років залучався до складу молодіжної збірної Ісландії. У 2011 році у складі збірної до 21 року взяв участь у молодіжному чемпіонаті Європи у Данії.
У травні 2010 року дебютував в офіційних матчах у складі національної збірної Ісландії у зустрічі проти Андорри (4:0).
У складі збірної був учасником чемпіонату Європи 2016 року у Франції та чемпіонату світу 2018 року у Росії.

## Статистика виступів

### Статистика клубних виступів
| Сезон                         | Команда                       | Чемпіонат                     | Чемпіонат | Чемпіонат | Національний кубок | Національний кубок | Національний кубок | Континентальні кубки | Континентальні кубки | Континентальні кубки | Інші змагання | Інші змагання | Інші змагання | Усього | Усього |
| Сезон                         | Команда                       | Ліга                          | Ігор      | Голів     | Ліга               | Ігор               | Голів              | Ліга                 | Ігор                 | Голів                | Ліга          | Ігор          | Голів         | Ігор   | Голів  |
| ----------------------------- | ----------------------------- | ----------------------------- | --------- | --------- | ------------------ | ------------------ | ------------------ | -------------------- | -------------------- | -------------------- | ------------- | ------------- | ------------- | ------ | ------ |
| 2007–08                       | «Редінг»                      | Ч (ІІ)                        | 0         | 0         | КА+КЛ              | 0+0                | 0                  | -                    | -                    | -                    | -             | -             | -             | 0      | 0      |
| 2008–09                       | «Редінг»                      | Ч (ІІ)                        | 0         | 0         | КА+КЛ              | 1+2                | 0                  | -                    | -                    | -                    | -             | -             | -             | 3      | 0      |
| 2008–09                       | «Шрусбері Таун»               | 2Л (IV)                       | 5         | 1         | КА+КЛ              | 0+0                | 0                  | -                    | -                    | -                    | -             | -             | -             | 5      | 1      |
| 2009–10                       | «Кру Александра»              | 1Л (ІІІ)                      | 15        | 3         | КА+КЛ              | 0+0                | 0                  | -                    | -                    | -                    | -             | -             | -             | 15     | 3      |
| 2009–10                       | «Редінг»                      | Ч (ІІ)                        | 38        | 16        | КА+КЛ              | 5+1                | 3+1                | -                    | -                    | -                    | -             | -             | -             | 44     | 20     |
| 2010–11                       | «Редінг»                      | Ч (ІІ)                        | 4         | 2         | КА+КЛ              | 0+0                | 0                  | -                    | -                    | -                    | -             | -             | -             | 4      | 2      |
| Усього за «Редінг»            | Усього за «Редінг»            | Усього за «Редінг»            | 42        | 18        |                    | 9                  | 4                  |                      |                      |                      |               |               |               | 51     | 22     |
| 2010—11                       | «Гоффенгайм 1899»             | БЛ                            | 29        | 9         | КН                 | 3                  | 1                  | -                    | -                    | -                    | -             | -             | -             | 32     | 10     |
| 2011–12                       | «Гоффенгайм 1899»             | БЛ                            | 7         | 0         | КН                 | 0                  | 0                  | -                    | -                    | -                    | -             | -             | -             | 7      | 0      |
| Усього за «Гоффенгайм 1899»   | Усього за «Гоффенгайм 1899»   | Усього за «Гоффенгайм 1899»   | 36        | 9         |                    | 3                  | 1                  |                      |                      |                      |               |               |               | 39     | 10     |
| 2011–12                       | «Свонсі Сіті»                 | ПЛ                            | 18        | 7         | КА+КЛ              | 1+0                | 0                  | -                    | -                    | -                    | -             | -             | -             | 19     | 7      |
| 2012–13                       | «Тоттенгем Готспур»           | ПЛ                            | 33        | 3         | КА+КЛ              | 2+2                | 0+1                | ЛЄ                   | 11                   | 3                    | -             | -             | -             | 48     | 7      |
| 2013–14                       | «Тоттенгем Готспур»           | ПЛ                            | 25        | 5         | КА+КЛ              | 0+2                | 0+1                | ЛЄ                   | 7                    | 0                    | -             | -             | -             | 34     | 6      |
| Усього за «Тоттенгем Готспур» | Усього за «Тоттенгем Готспур» | Усього за «Тоттенгем Готспур» | 58        | 8         |                    | 6                  | 2                  |                      | 18                   | 3                    |               |               |               | 82     | 13     |
| 2014–15                       | «Свонсі Сіті»                 | ПЛ                            | 32        | 7         | КА+КЛ              | 1+2                | 2                  | -                    | -                    | -                    | -             | -             | -             | 35     | 9      |
| 2015–16                       | «Свонсі Сіті»                 | ПЛ                            | 36        | 11        | КА+КЛ              | 0+1                | 0                  | -                    | -                    | -                    | -             | -             | -             | 37     | 11     |
| 2016–17                       | «Свонсі Сіті»                 | ПЛ                            | 38        | 9         | КА+КЛ              | 1+1                | 0+1                | -                    | -                    | -                    | -             | -             | -             | 37     | 10     |
| Усього за «Свонсі Сіті»       | Усього за «Свонсі Сіті»       | Усього за «Свонсі Сіті»       | 121       | 34        |                    | 7                  | 3                  |                      |                      |                      |               |               |               | 19     | 14     |
| 2017–18                       | «Евертон»                     | ПЛ                            | 24        | 4         | КА+КЛ              | 1                  | 1                  | ЛЄ                   | 5                    | 1                    | -             | -             | -             | 30     | 6      |
| Усього за кар'єру             | Усього за кар'єру             | Усього за кар'єру             | 294       | 76        |                    | 25                 | 10                 |                      | 24                   | 4                    |               |               |               | 344    | 65     |

### Статистика виступів за збірну
| Дата       | Місто      | Господарі  | Результат | Гості             | Турнір             | Голи | Примітки |
| ---------- | ---------- | ---------- | --------- | ----------------- | ------------------ | ---- | -------- |
| 29-5-2010  | Рейк'явік  | Ісландія   | 4 – 0     | Андорра           | товариський матч   | -    | 53' 60'  |
| 3-9-2010   | Рейк'явік  | Ісландія   | 1 – 2     | Норвегія          | Відбір до ЧЄ 2012  | -    |          |
| 7-9-2010   | Копенгаген | Данія      | 1 – 0     | Ісландія          | Відбір до ЧЄ 2012  | -    | 61'      |
| 26-3-2011  | Строволос  | Кіпр       | 0 – 0     | Ісландія          | товариський матч   | -    | 91'      |
| 4-6-2011   | Рейк'явік  | Ісландія   | 0 – 2     | Данія             | Відбір до ЧЄ 2012  | -    |          |
| 7-10-2011  | Порту      | Португалія | 5 – 3     | Ісландія          | Відбір до ЧЄ 2012  | 1    |          |
| 29-2-2012  | Подгориця  | Чорногорія | 4 – 0     | Ісландія          | товариський матч   | -    |          |
| 27-5-2012  | Валансьєнн | Франція    | 3 – 2     | Ісландія          | товариський матч   | -    |          |
| 30-5-2012  | Гетеборг   | Швеція     | 3 – 2     | Ісландія          | товариський матч   | -    |          |
| 15-8-2012  | Рейк'явік  | Ісландія   | 2 – 0     | Фарерські острови | товариський матч   | -    |          |
| 7-9-2012   | Рейк'явік  | Ісландія   | 2 – 0     | Норвегія          | Відбір до ЧС 2014  | -    |          |
| 11-9-2012  | Ларнака    | Кіпр       | 1 – 0     | Ісландія          | Відбір до ЧС 2014  | -    |          |
| 12-10-2012 | Тирана     | Албанія    | 1 – 2     | Ісландія          | Відбір до ЧС 2014  | 1    |          |
| 16-10-2012 | Рейк'явік  | Ісландія   | 0 – 2     | Швейцарія         | Відбір до ЧС 2014  | -    |          |
| 6-2-2013   | Рейк'явік  | Ісландія   | 0 – 2     | Росія             | товариський матч   | -    |          |
| 22-3-2013  | Любляна    | Словенія   | 1 – 2     | Ісландія          | Відбір до ЧС 2014  | 2    | 93'      |
| 6-9-2013   | Цюрих      | Швейцарія  | 4 – 4     | Ісландія          | Відбір до ЧС 2014  | -    |          |
| 10-9-2013  | Рейк'явік  | Ісландія   | 2 – 1     | Албанія           | Відбір до ЧС 2014  | -    | 77'      |
| 11-10-2013 | Рейк'явік  | Ісландія   | 2 – 0     | Кіпр              | Відбір до ЧС 2014  | 1    | 82'      |
| 15-10-2013 | Осло       | Норвегія   | 1 – 1     | Ісландія          | Відбір до ЧС 2014  | -    |          |
| 15-11-2013 | Рейк'явік  | Ісландія   | 0 – 0     | Хорватія          | Відбір до ЧС 2014  | -    |          |
| 19-11-2013 | Загреб     | Хорватія   | 2 – 0     | Ісландія          | Відбір до ЧС 2014  | -    |          |
| 5-3-2014   | Кардіфф    | Уельс      | 3 – 1     | Ісландія          | товариський матч   | -    |          |
| 4-6-2014   | Рейк'явік  | Ісландія   | 1 – 0     | Естонія           | товариський матч   | -    | 84'      |
| 9-9-2014   | Рейк'явік  | Ісландія   | 3 – 0     | Туреччина         | Відбір до ЧЄ 2016  | 1    | 50' 89'  |
| 10-10-2014 | Рига       | Латвія     | 0 – 3     | Ісландія          | Відбір до ЧЄ 2016  | 1    | 80'      |
| 13-10-2014 | Рейк'явік  | Ісландія   | 2 – 0     | Нідерланди        | Відбір до ЧЄ 2016  | 2    |          |
| 16-10-2014 | Плзень     | Чехія      | 2 – 1     | Ісландія          | Відбір до ЧЄ 2016  | -    |          |
| 28-3-2015  | Астана     | Казахстан  | 0 – 3     | Ісландія          | Відбір до ЧЄ 2016  | -    |          |
| 12-6-2015  | Рейк'явік  | Ісландія   | 2 – 1     | Чехія             | Відбір до ЧЄ 2016  | -    |          |
| 3-9-2015   | Амстердам  | Нідерланди | 0 – 1     | Ісландія          | Відбір до ЧЄ 2016  | 1    |          |
| 6-9-2015   | Рейк'явік  | Ісландія   | 0 – 0     | Казахстан         | Відбір до ЧЄ 2016  | -    |          |
| 10-10-2015 | Рейк'явік  | Ісландія   | 2 – 2     | Латвія            | Відбір до ЧЄ 2016  | 1    |          |
| 13-10-2015 | Конья      | Туреччина  | 1 – 0     | Ісландія          | Відбір до ЧЄ 2016  | -    |          |
| 13-11-2015 | Варшава    | Польща     | 4 – 2     | Ісландія          | товариський матч   | 1    |          |
| 24-3-2016  | Гернінг    | Данія      | 2 – 1     | Ісландія          | товариський матч   | -    | 81'      |
| 29-3-2016  | Пірей      | Греція     | 2 – 3     | Ісландія          | товариський матч   | -    | 46'      |
| 1-06-2016  | Осло       | Норвегія   | 3 – 2     | Ісландія          | товариський матч   | 1    |          |
| 6-06-2016  | Рейк'явік  | Ісландія   | 4 – 0     | Ліхтенштейн       | товариський матч   | -    | 54'      |
| 14-06-2016 | Сент-Етьєн | Португалія | 1 – 1     | Ісландія          | ЧЄ 2016 - 1-й етап | -    |          |
| 18-06-2016 | Марсель    | Ісландія   | 1 – 1     | Угорщина          | ЧЄ 2016 - 1-й етап | 1    |          |
| 24-03-2017 | Приштина   | Косово     | 1 – 2     | Ісландія          | Відбір до ЧС 2018  | 1    |          |
| Усього     |            | Матчів     | 42        |                   | Голів              | 15   |          |

## Досягнення

### Індивідуальні
- Футболіст року в Ісландії: 2010, 2012, 2013, 2014, 2015, 2016, 2017
- Спортсмен року в Ісландії: 2013,[8] 2016[9]
- Гравець місяця англійської Прем'єр-ліги: березень 2012
- Гравець місяця англійського Чемпіоншипу: березень 2010[10]
- Гравець року в «Редінгу»: 2009/10[11]
- Гравець року в «Гоффенгайм 1899»: 2010/11[12]
- Гравець року в «Свонсі Сіті»: 2015/16, 2016/17[13]